# Cyclopterus lumpus
Pour les articles homonymes, voir Lièvre de mer (homonymie).
Genre
Espèce
Le lompe, lump, cycloptère ou grosse poule de mer (Cyclopterus lumpus), est une espèce de poissons benthiques, appartenant à la famille des Cyclopteridae et seul représentant du genre Cyclopterus. Il est très répandu sur les deux rives de l'Atlantique Nord, dans le golfe du Saint-Laurent, de la mer du Nord et de la mer Baltique.
Il est pêché pour ses œufs, sa chair n'ayant pas de valeur commerciale. Il est aussi élevé pour sa capacité de poisson « nettoyeur » dans le cadre de l'élevage de saumons.

## Description

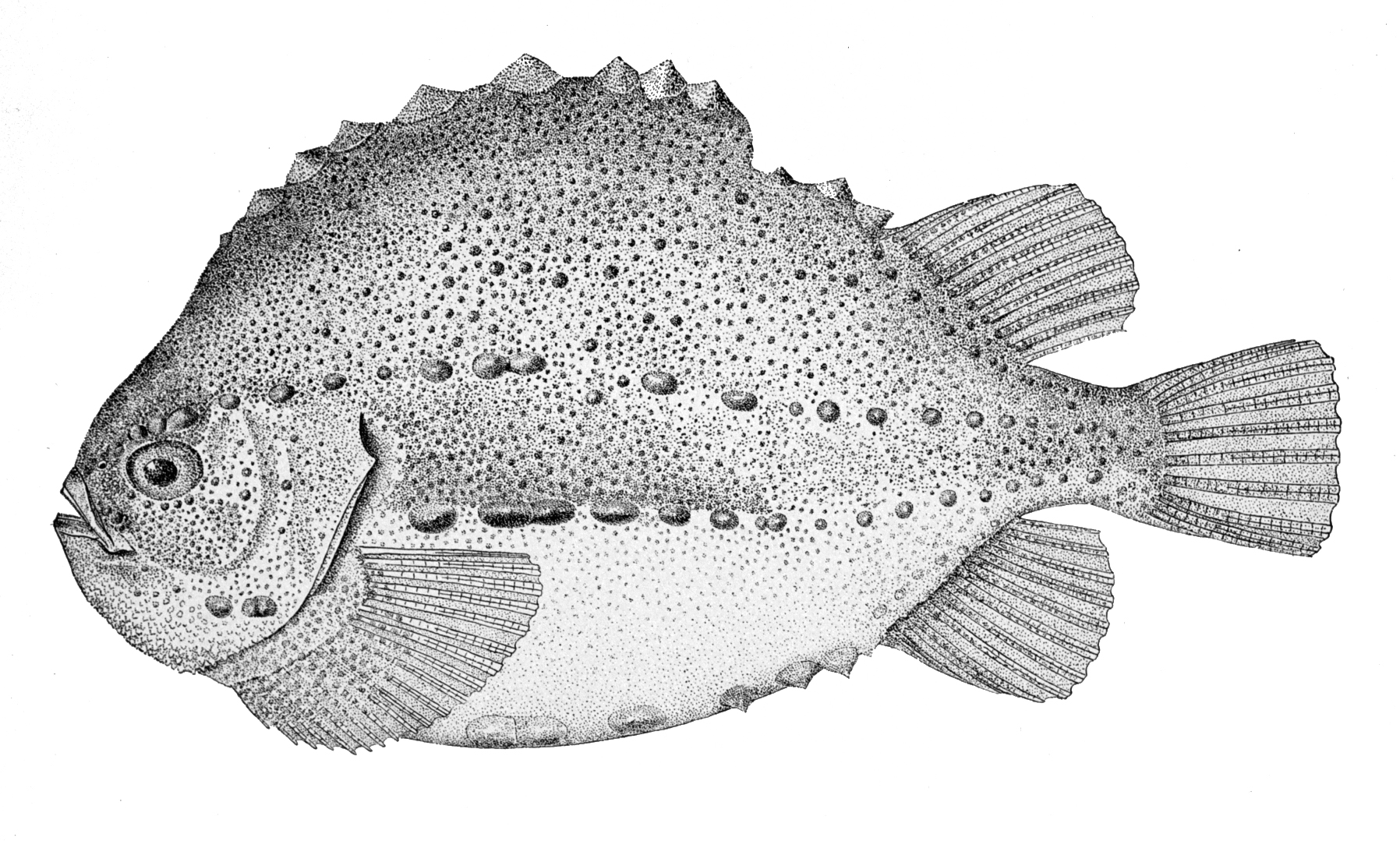
Lompe mâle mature.

Les mâles mesurent généralement 30 à 40 cm de longueur pour 2 à 3 kg, tandis que les femelles peuvent atteindre 50 cm de longueur pour 5 kg. Le maximum est de 60 cm de longueur pour un poids de 9,5 kg. Son corps massif, de la forme d'une balle, est recouvert de petits nodules cutanés, avec quatre rangées de tubercules osseux sur chaque flanc. Sous son épaisse peau dépourvue d'écailles, il possède une importante couche de graisse lui donnant une apparence gélatineuse. Sa couleur varie en fonction de l'habitat : les mâles sont le plus souvent gris noirâtre et verdâtres à maturité, leur livrée devenant rougeâtre à jaunâtre pendant la saison de reproduction, tandis que celle des femelles devient verte ou bleue. Ses nageoires pelviennes forment une puissante ventouse adhésive, mesurant 8 à 10 cm de diamètre, qui lui permet de se fixer fermement aux rochers ou à d'autres surfaces. Il possède deux nageoires dorsales et une anale. La tête et les nageoires pectorales des mâles sont plus grandes que celles des femelles,,.

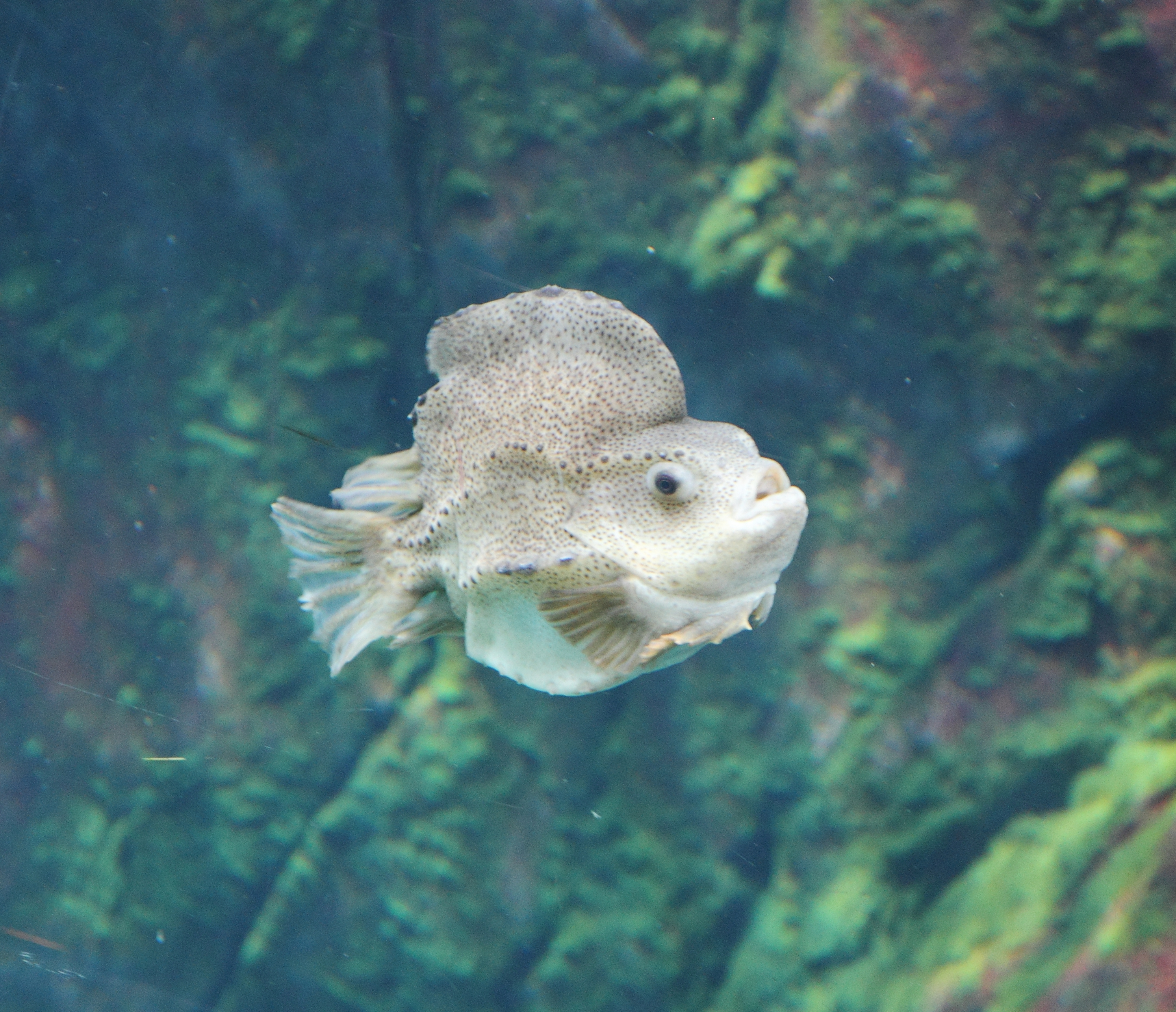
Jeune
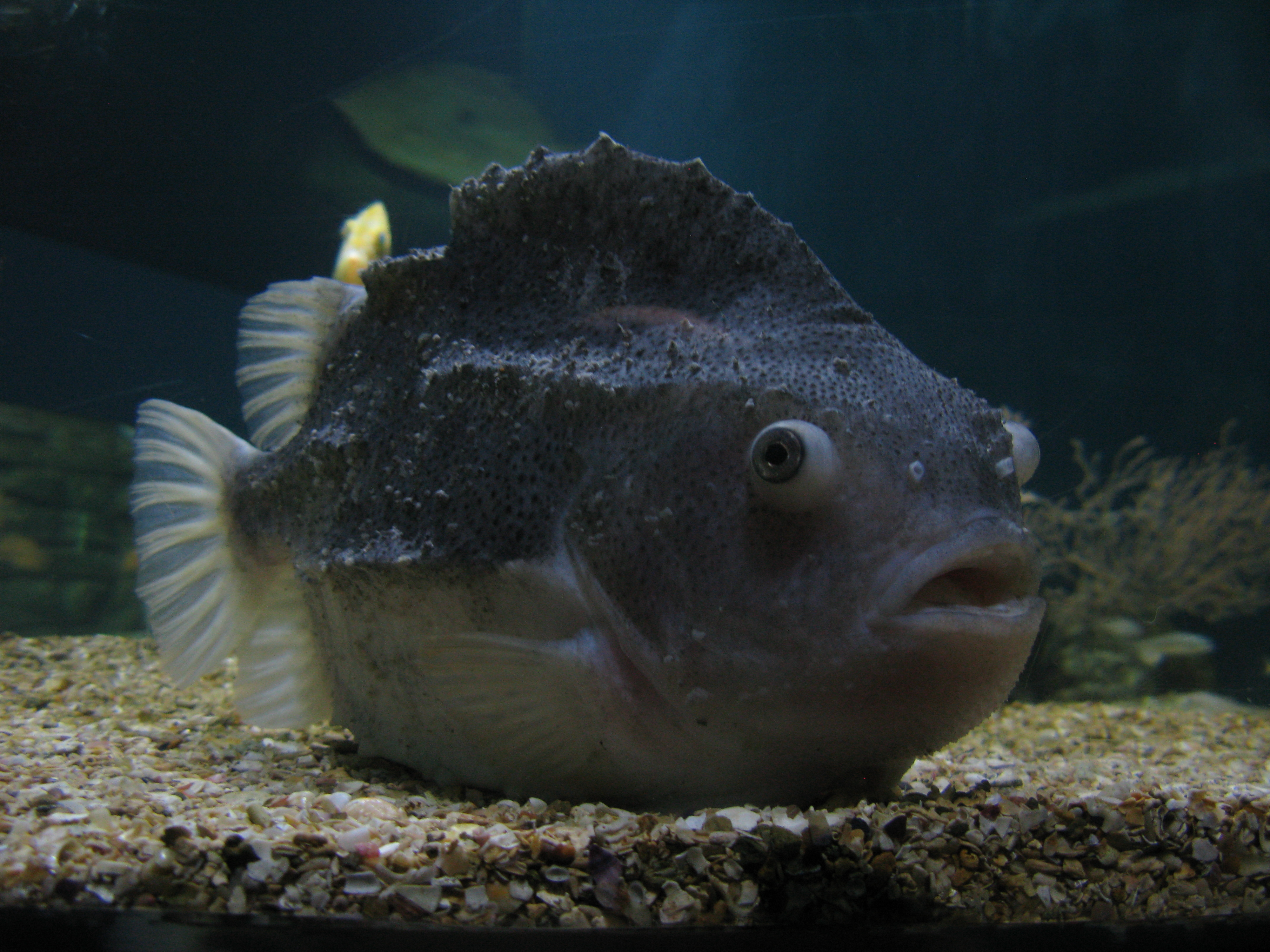
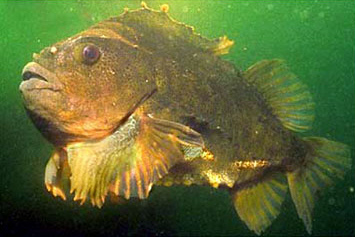
Spécimen mature

## Répartition géographique et habitat
Il vit dans les eaux froides de l'Atlantique Est et Ouest, la Manche jusqu'à la mer du Nord et la mer Baltique. Il fréquente les zones rocheuses du littoral jusqu’à 300 m de profondeur et plus. Pendant la période de reproduction, le lompe s’approche des côtes pour la reproduction.

## Reproduction
Elle a lieu à la fin de l'hiver et au début du printemps. Les adultes matures, aux flancs plus colorés (rouge-orange pour le mâle, vert-bleu pour la femelle) gagnent les eaux peu profondes du littoral (de la zone des marées à 70 m). Les œufs sont pondus en paquets, que le mâle féconde, puis ventile et surveille jusqu'à l'éclosion. Les femelles regagnent aussitôt les zones profondes.
Les lompes sont aussi élevés en écloserie, pour la filière d'élevage du saumon, car ces petits poissons « nettoyeurs » mangent les poux de mer, qui se concentrent dans les cages des saumons d’élevage.

## Pêche

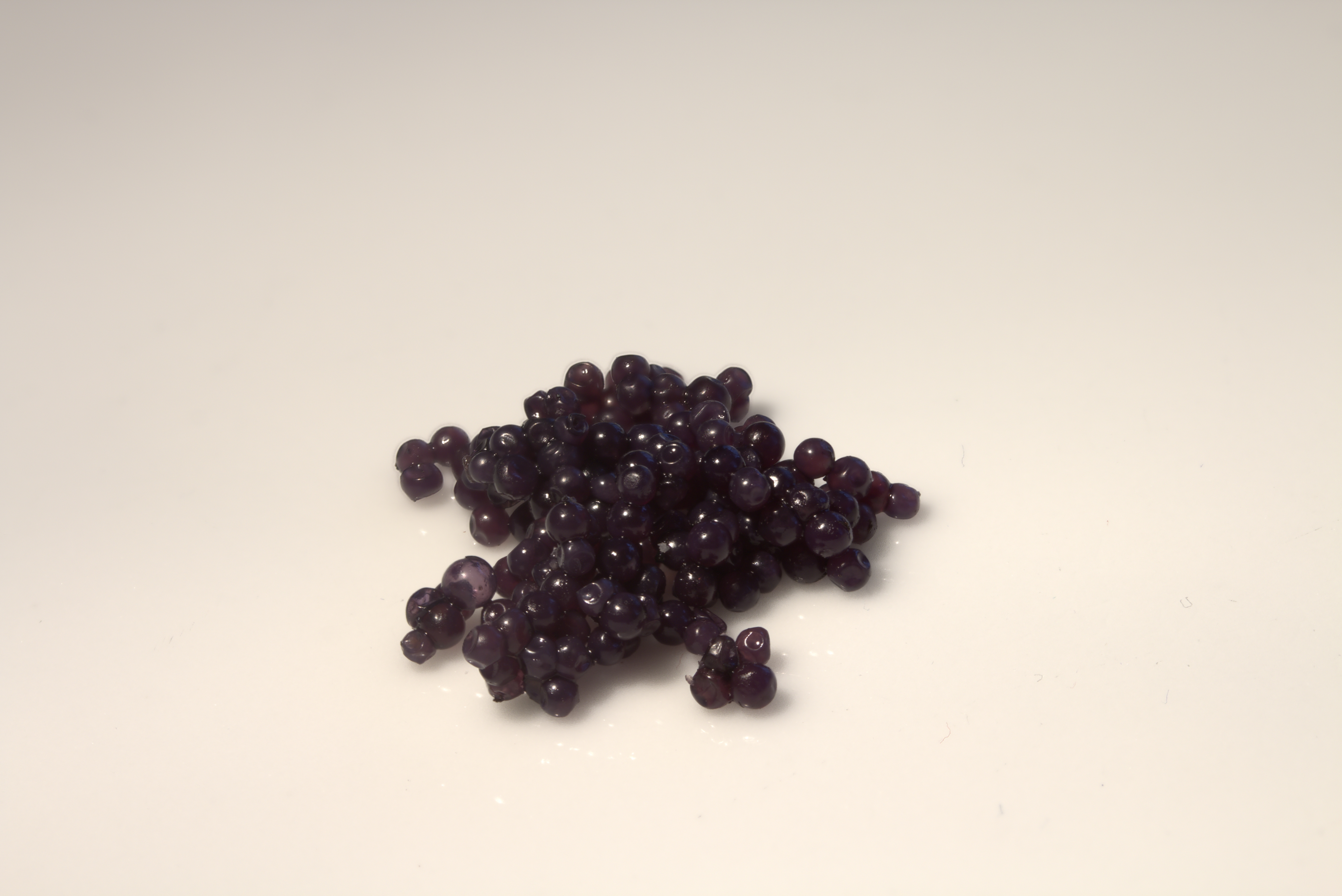
Œufs de lompe

La pêche est très saisonnière (au moment du frai), et ne s'intéresse qu'aux œufs. La chair a peu de valeur commerciale. Seules les femelles sont débarquées (ou vidées à bord des bateaux pour récupérer leurs gonades, la rogue). Les œufs sont salés en saumure, colorés (au rouge amarante E123 ou au noir brillant E151 ; à l'état naturel ils sont gris sombre et moins appétissants), additionnés de conservateurs et d'épices, et conditionnés sous forme de semi-conserves (à conserver au frais). Les œufs de lump sont utilisés comme succédané du caviar.
Les principaux pays producteurs sont l'Islande, le Danemark et le Canada (quelques milliers de tonnes par an).